# Eudule aperta
Eudule aperta là một loài bướm đêm trong họ Geometridae.